# Dialektisch-Behaviorale Therapie
Die Dialektisch-Behaviorale Therapie (DBT, auch dialektische Verhaltenstherapie) ist eine Psychotherapieform zur Behandlung von Patienten, die zur Selbstgefährdung oder Fremdgefährdung neigen, und kommt in vielen Fällen im Rahmen der Behandlung der Borderline-Persönlichkeitsstörung zum Einsatz. Die von der amerikanischen Psychologin Marsha M. Linehan in den 1980er Jahren entwickelte DBT basiert auf der kognitiven Verhaltenstherapie, umfasst aber auch Elemente anderer Therapierichtungen sowie Achtsamkeit.

## Anwendung
Die DBT wurde von Linehan zunächst als ambulantes Behandlungskonzept für chronisch suizidale Patientinnen mit Borderline-Störung (BPS) entwickelt.
Das Therapiekonzept wird inzwischen auch im stationären Bereich angewandt, Alice und Martina Sendera meinen jedoch, dass die Therapie „bevorzugt ambulant stattfinden“ sollte. Sie begründen dies mit einer Erhaltung der Verwurzelung im Alltag sowie der Vermeidung von Hospitalisierungsphänomenen. Basierend auf dem ursprünglichen Konzept von Linehan sind neue Möglichkeiten entstanden, auch – diagnoseübergreifend – andere Patientengruppen und andere Problembereiche zu behandeln. Ferner wird die DBT laufend erweitert und gezielt im Zusammenhang mit komorbiden Störungen angewandt.
Des Weiteren wird die DBT zur Therapie von Menschen mit selbstverletzendem Verhalten (SVV) angewendet, insbesondere wenn dieses Verhalten im Kontext anderer psychiatrischer Störungen auftritt. Durch den Fokus auf Fähigkeiten zur Emotionsregulation und verbesserte zwischenmenschliche Kommunikation bietet die DBT diesen Individuen eine Struktur, um mit ihren Emotionen und dem Verlangen nach selbstverletzendem Verhalten umzugehen.
Ein weiteres bedeutendes Anwendungsgebiet der DBT liegt in der Therapie von Essstörungen. Insbesondere bei Essattacken oder anderen dysfunktionalen Verhaltensweisen im Zusammenhang mit Essstörungen hat sich die DBT als hilfreiche Intervention erwiesen. Durch Skillstraining werden Spannung und Steuerung der Gefühle verbessert. Die DBT eignet sich besonders bei Patienten mit Essstörungen, die gleichzeitig an einer Persönlichkeitsstörung leiden.

## Vorgehen
Die Aufgabe der behandelnden Person ist, eine Balance zu finden zwischen Strategien des Verstehens und Respektierens eines Problems und dessen Veränderung. Diese „dialektische Strategie“ (Linehan, 1996) bildet die Grundlage für die Bezeichnung Dialektisch-Behaviorale Therapie. Im Sinne der DBT betrachtet Dialektik scheinbare Gegensätze in der Welt des Patienten, um sie aufzulösen und schrittweise zu integrieren.
Die (ambulante) DBT umfasst:
- Einzeltherapie
- Fertigkeitentraining in der Gruppe
- Telefonkontakt im Notfall
- regelmäßige Intervision der Therapeuten.

In der Einzeltherapie werden die Problembereiche hierarchisch im Sinne der Dringlichkeit geordnet. Vorrangig stehen suizidales und parasuizidales Verhalten, gefolgt von therapiegefährdendem Verhalten, Beeinträchtigungen der Lebensqualität und mangelnde Verhaltensfertigkeiten. In dieser Reihenfolge werden die Problemfelder bearbeitet und – falls nötig – geht der Behandlungsfokus umgehend nochmal auf die nächsthöhere Ebene zurück.
Wesentliche Grundlage der Behandlung ist eine tragfähige therapeutische Beziehung mit Unterstützung des Therapeuten in Hilfs-Ich-Funktion, beispielsweise bei angemessener Grenzsetzung, Entwicklung der Selbstdisziplin, Wertschätzung erreichter Fähigkeiten und anderem.
- Siehe in diesem Sinne auch Reparenting als wesentlicher Bestandteil vieler therapeutischer Beziehungen.

## Invalidierung
Die Invalidierung ist ein Begriff aus der Psychologie, den die US-amerikanische Psychologin Marsha Linehan in ihrer biosozialen Theorie über Borderline-Störung eingeführt hat und der insbesondere in der Dialektischen-Behavioralen Therapie (DBT) eine zentrale Rolle spielt. Er bezieht sich auf die Beschreibung von Vorgängen und Situationen, in denen Menschen einem ungünstigen Klima von mangelndem Einfühlungsvermögen bis hin zu Missbrauchserfahrungen und Ablehnung oder Nichtanerkennung der emotionalen Erfahrungen einer Person ausgeliefert sind.
Der Begriff wird zudem als ein bedeutender Faktor bei der Entstehung und Aufrechterhaltung von emotionalen Problemen betrachtet, insbesondere bei Menschen mit Borderline-Persönlichkeitsstörung (BPS), kann jedoch auch bei affektiven Störungen (z. B. der Depression) oder Sozialen Angststörungen sowie bei Patienten mit Essstörungen angewandt werden. Die Entwertung erfolgt meistens unbewusst und ungewollt, hat jedoch ernste Folgen, die das Wohlbefinden belasten.

## Methode

### Einzeltherapie
Besondere Rolle bei der Behandlung von BPS-Patienten kommt der therapeutischen Beziehung zu, da diese Patienten mehr als andere zu voreiligen Therapieabbrüchen, schwierigem Agieren, extremem Negativismus usw. neigen, insbesondere durch ihre diversen Probleme im emotionalen und zwischenmenschlichen Bereich und entsprechendem Mangel an geeigneten Bewältigungsformen. Zwischen den Patienten und Therapeut/Klinik wird ein sog. Commitment (dt.: Verpflichtung bzw. Verpflichtungserklärung) geschlossen. Die Patienten verpflichten sich zur Mitarbeit und Einhaltung von Regeln und Abmachungen, der Therapeut verpflichtet sich zur bestmöglichen Hilfestellung. Das Commitment wird regelmäßig während der Therapie geprüft und ggf. erneuert oder modifiziert (erweitert).
Die Patienten führen eine Tagebuchkarte, in die suizidale Gedanken, Spannungszustände, Drogenkonsum, weitere dysfunktionale Verhaltensweisen, aber auch Skillsanwendung und positive Tagesereignisse einzutragen sind. Durch Verhaltensanalysen sollen die Betroffenen Einsicht in den Spannungsaufbau erhalten und lernen, das im Fertigkeitentraining Gelernte in Handlungspläne einzubauen. Nach selbstverletzendem Verhalten oder Suizidversuchen werden die Patienten gebeten, solche Analysen selbst anzufertigen. Voraussetzung für die eventuelle Bearbeitung eines Traumas in einem zweiten Therapieabschnitt ist, dass die Patienten gelernt haben, emotionale Krisen, Spannungszustände und Dissoziationen selbst durch die gelernten Fertigkeiten zu regulieren. Die Traumabearbeitung erfolgt durch Techniken aus der kognitiven Verhaltenstherapie und durch Expositionsstrategien.

### Fertigkeiten bzw. Skillstraining in der Gruppentherapie
Die in der Gruppentherapie vermittelten Fertigkeiten treffen auch auf die Einzelbehandlung zu. Das, dem Konzept entsprechend, unbedingt von zwei Therapeuten geleitete Fertigkeitentraining hat Workshop-Charakter. Der Schwerpunkt liegt auf dem Lehren von Fertigkeiten. Gruppendynamische Prozesse werden nur soweit notwendig berücksichtigt. Interaktionelle Probleme werden durch das Anwenden von Fertigkeiten im Sinne der DBT gelöst. Kritik und Anregungen seitens der Teilnehmer sind ausdrücklich erwünscht, eine experimentell-partnerschaftliche Atmosphäre soll entstehen.

### Telefonkontakt
Patienten können in suizidalen Krisen, oder bevor sie sich selbst verletzen, ihre Therapeuten anrufen. Die telefonische Erreichbarkeit muss mit dem Therapeuten vorher geklärt werden und richtet sich auch nach den Grenzen der Therapeuten. Die Telefongespräche sollen nach bestimmten Regeln ablaufen. Die Patienten berichten, warum sie sich in einer Krise befinden und welche Fertigkeiten sie bereits ausprobiert haben. Therapeut und Patienten besprechen Fertigkeiten, die die Patienten einsetzen sollen. Dazu ist es hilfreich, wenn die Patienten gelernte Fertigkeiten benennen können.
Verletzen sich die Patienten selbst oder begehen sie einen Suizidversuch, sollte dies nicht durch vermehrte Zuwendung verstärkt werden (was nicht leicht umzusetzen ist). Ziel ist, dass die Patienten im Nachhinein Verhaltensanalysen dieser Situationen anfertigen.

### Intervision
Die Einzel- und die Gruppen-Therapeuten treffen sich regelmäßig, um sich über die gemeinsamen Patienten auszutauschen und sich gegenseitig zu beraten.

## Skillstraining
In der Dialektisch-Behavioralen Therapie ist das Fertigkeiten bzw. Skillstraining von fundamentaler Bedeutung und nimmt einen großen Teil des Therapiehergangs ein. Das Fertigkeiten- bzw. Skillstraining findet regelmäßig, mindestens einmal wöchentlich, statt und besteht aus den fünf Modulen:

### Modul Achtsamkeit
Das Modul Achtsamkeit beschäftigt sich damit, dass immer nur eine Aktivität nach der anderen ausgeführt wird, um die Umgebung und sich selber achtsam wahrzunehmen. Ein anderer, sehr großer Bestandteil ist zu üben, sich und andere nicht zu bewerten. Ein weiterer Inhalt ist, wirkungsvoll zu handeln, d. h., sich nicht darauf zu konzentrieren, was gerecht ist, sondern im Blick zu behalten, was umsetzbar ist. Da Borderline-Patienten, aber auch Patienten mit anderen psychologischen Erkrankungen, einen ausgeprägten Gerechtigkeitssinn haben, gilt dieses Thema als sehr hilfreich.

### Modul Zwischenmenschliche Fähigkeiten
Das Modul Zwischenmenschliche Fertigkeiten soll dazu befähigen, Beziehungen zu knüpfen und zu pflegen. Dabei geht es darum, in der Begegnung mit anderen abzuwägen, ob es in der jeweiligen Situation wichtiger ist die Beziehung aufrechtzuerhalten oder den eigenen Willen durchzusetzen.
Faktoren, die die soziale Kompetenz des betreffenden Teilnehmers beeinträchtigen, werden herausgearbeitet, sowie Faktoren, die seine Kompetenz fördern. Zu den jeweiligen Bereichen werden förderliche Selbstaussagen erarbeitet (z. B. „Ich kann mir selbst vertrauen. Ich darf mich selbst achten. Ich bin es wert, geachtet zu werden. Ich bin berechtigt, dafür zu sorgen, dass es mir gut geht.“). Es soll dem Menschen möglich werden auf eigene Wünsche, Ziele und Meinungen bestehen zu können, ohne die Beziehung zum Anderen zu gefährden, dabei von anderen Menschen respektiert zu werden und die eigene Selbstachtung aufrechtzuerhalten.
Dieses Modul ist verwandt mit dem sozialen Kompetenztraining. Es geht um die Wahrnehmung der eigenen Bedürfnisse, deren Äußerung, Durchsetzung und Abgrenzung gegenüber Anderen. Soziale Selbstsicherheitsstrategien werden vermittelt und entsprechende Verhaltensweisen trainiert mit dem Ziel die Kompetenz im Umgang mit anderen zu stärken. Beispielsweise: „Wie kann ich fragen, wenn ich etwas brauche? Wie kann ich nein sagen oder mich besser durchsetzen? Wie kann ich mit Konflikten mit anderen Menschen angemessen und effektiv umgehen? Wie kann ich eine Beziehung pflegen?“

### Modul Emotionsregulation
Im Emotionsregulation lernen die Patienten ihre unterschiedlichen Gefühle zu erkennen, zu benennen und ihre Bedeutung für ihr Handeln zu begreifen. Gefühle sind Signale, die dem Menschen Orientierung geben, beispielsweise darüber, ob ihn etwas wütend macht und es ist wichtig auch unangenehme Gefühle auszudrücken. Besprochen und geübt werden Fertigkeiten wie Beobachten, Beschreiben und Verstehen von Gefühlen, Verwundbarkeit verringern, Schritte in Richtung angenehmer Gefühle tun, emotionales Leiden loslassen. Ziel ist es Gefühle in ihren Bedeutungen und Auswirkungen verstehen und akzeptieren zu lernen und das Vertrauen in die eigenen Gefühle zu stärken.

### Modul Stresstoleranz
Bei der Stresstoleranz ist der erste Schritt das Akzeptieren der Tatsache, in dem Moment im Stress zu sein. Als Möglichkeit bleiben in diesen Momenten das Abstandnehmen (innerlich einen Schritt zurücktreten), das Denken auf das Jetzt und die nächsten Minuten zu beschränken, und der Einfluss eines starken Sinnesreizes, um die Situation durchzustehen.
Die Patienten lernen, Krisen auszuhalten und Spannung zu reduzieren durch Techniken wie: sich durch starke sensorische Reize ablenken (z. B. Eiswürfel), durch verschiedene Techniken „den Augenblick verbessern“, „Pro und Contra“ (welche Argumente sprechen für selbstverletzendes Verhalten, welche dagegen), Akzeptieren der Realität, Atemübungen, „leichtes Lächeln“ und Achtsamkeitsübungen. Ein weiteres Ziel ist, zu lernen, unangenehme Ereignisse und Gefühle zu ertragen, solange sich die Situation nicht verändern lässt („radikale Akzeptanz“).

### Modul Selbstwert
Beim Modul Selbstwert soll der Betroffene erlernen, dass auch er etwas wert ist. Die Haltung zu sich selbst soll verbessert werden, es soll erlernt werden, auf sich zu achten, sich selbst zu lieben und sich um sich selbst zu sorgen. Ziel der Übung ist der Aufbau eines gesunden Selbstvertrauens und Selbstakzeptanz.
Die Patienten werden angeleitet, sich einen individuellen „Notfallkoffer“ einzurichten, in dem wichtige Hilfsmittel für Stresstoleranz-Fertigkeiten aufbewahrt werden. Kärtchen, auf denen die hilfreichsten Fertigkeiten eingetragen sind, sollten die Patienten bei sich tragen. Die Patienten erhalten außerdem Formulare, auf denen die gelernten Fertigkeiten eingetragen sind, und protokollieren, welche Fertigkeiten sie mit welchem Erfolg geübt haben.
Diese fünf Module sind feste Bestandteile des DBT-Skillstrainings.
Von tiefenpsychologischer Seite aus wurde der Versuch unternommen, eigene Konzepte (Arbeit mit dem Inneren Kind) in der Sprache der DBT zu formulieren und Skillsgruppensitzungen für „Erwachsene mit Inneren Problemkindern“ vorzuschlagen.

## Wirksamkeit
Die Dialektisch-Behaviorale Therapie (DBT) erzielte in bisher vorliegenden randomisierten, kontrollierten Studien (Langzeitstudien, bei denen die Patienten zufällig den Behandlungsbedingungen zugeordnet werden) moderate, also mittlere Effekte. In den Therapievergleichstudien zeigten sich deutlich positivere Behandlungsverläufe und überzeugendere Therapieerfolge gegenüber den konventionellen verhaltenstherapeutischen Ansätzen.
Die Ergebnisse einer Meta-Analyse von 2021 deuten darauf hin, dass DBT zwar selbstverletzendes Verhalten reduzieren und Depressionen verbessern kann, aber die Auswirkungen auf Suizidgedanken und Wut unbedeutend sind. Die Überlegenheit bzgl. der sozialen und beruflichen Integration sowie der Hospitalisierungsdauer war auch ein Jahr nach Abschluss der Therapie noch nachweisbar (zusammenfassend Bohus et al. 1996; Linehan et al. 1993; kritisch dazu Dammann u. a., 2000).
Die in ihren Ausprägungen fließende Gruppe der BPS mit vielfachen selbstverletzenden und primär nicht final angelegten suizidalen Handlungen (Parasuizidalität) zeigt nach Linehan folgende Verhaltensmuster, die für sich genommen Zielvariablen des DBT-Konzepts sind:
- Emotionale Vulnerabilität, (emotionale Dysregulation)
- Negation des eigenen Denkens, Fühlens und Handelns
- Unvermeidliche Krisen
- Blockierung von Trauer
- Aktive Passivität
- Pseudokompetenz

Nach Linehan steht bei BPS die Störung der Emotionsregulation im Vordergrund. Gleichzeitig können neurobiologische Vulnerabilitäten, frühe traumatische Erlebnisse und ein in der frühen Entwicklungsphase invalidierendes psychosoziales Umfeld zur Ausgestaltung einer komplexen emotionalen Dysregulation mit dysfunktionalen Grundannahmen und Handlungsfolgen vorhanden sein. Bei Borderlinestörungen kann eine
1. in der Intensität überhöhte, wenig differenzierte und verzögert wieder abklingende Ansprechbarkeit (Hyperarousal) auf vor allem negative emotionale Stimuli beobachtet werden, gepaart mit
2. einer vornehmlich psychosozial bedingten Störung der Kommunikation (unzureichende Verbalisierung, Klärung interpersoneller Interaktionen), mit
3. dem permanenten Gefühl der differenzierten und undifferenzierten Bedrohung und mit
4. der Befürchtung vor Kontrollverlust und gesteigerter Anspannung.

Diese emotionale Instabilität mit erhöhter Dekompensationsbereitschaft und Ressourcenverengung führt – zumeist psychosozial ausgelöst – in unterschiedlicher Ausprägung zu undifferenzierten, für die Patienten unerträglichen, exzessiven emotionalen Erregungszuständen, die wiederum von den Patienten nur – negativ verstärkt – durch Selbstverletzung unterbrochen werden können. Diese emotionale Dysregulation bestimmt vielschichtig die zumeist chaotische Beziehungsgestaltung des an einer Borderlinestörung leidenden Patienten zu sich und zu anderen Menschen. Die DBT der Patienten mit einer BPS zeigt nun folgende markante Vorteile der DBT gegenüber anderen etablierten Therapien:
- Die Frequenz von selbstverletzendem Verhalten nimmt deutlich ab
- Die Häufigkeit von Therapieabbrüchen und Therapeutenwechseln wird reduziert
- Die Anzahl der stationären Behandlungstage pro Jahr verringert sich
- Die Behandlungskosten pro Patient und Jahr sind geringer

Die dialektisch-behaviorale Therapie, die konzeptuell auf die Aufarbeitung spezifischer Defizite von wichtigen Basisfertigkeiten bei Borderline-Persönlichkeitsstörungen abzielt, ist eine Modifizierung verschiedener Behandlungsmethoden der Verhaltenstherapie. Ein/-e Verhaltenstherapeut oder -therapeutin muss hierzu eine spezifische therapeutische Zusatzausbildung absolvieren, da in der Verhaltenstherapieausbildung selber keine vertiefte Vermittlung dieses komplexen Störungsbildes und dessen Behandlung stattfindet. In Deutschland werden Weiterbildungen in Dialektisch-Behavioraler Therapie vom Dachverband-DBT e. V. angeboten.